# Nesticus rakanus
Nesticus rakanus là một loài nhện trong họ Nesticidae.
Loài này thuộc chi Nesticus. Nesticus rakanus được Takeo Yaginuma miêu tả năm 1976.